# Bill Lloyd (musicien)
Pour les articles homonymes, voir Bill Lloyd et Lloyd.
Bill Lloyd est un musicien américain de power pop. 

## Biographie
Il sort un premier album, Feeling the Elephant en 1987, puis interrompt sa carrière solo pour former avec Radney Foster le duo de musique country Foster and Lloyd.
Après 3 albums, le duo se sépare en 1991 et Bill Lloyd sort en 1994 l’album Set to Pop.

## Discographie
- Feeling The Elephant, (1987)
- Set to Pop, (1994)
- Standing On The Shoulder Of Giants, (1999)
- All In One Place, (2001), compilation
- Back To Even, (2004)